# داویت آقاجانیان
داویت آقاجانیان (ارمنی: Դավիթ Աղաջանյան؛ انگلیسی: David Aghajanyan) یک بازیگر تلویزیونی و مدل اهل ارمنستان است. وی از سال ۲۰۱۰ میلادی تاکنون مشغول فعالیت بوده‌است.

## زندگی‌نامه
وی در ۵ مارس ۱۹۹۲ در ایروان به دنیا آمد.

## گزیده فیلمشناسی
از فیلم و مجموعه‌هایی که وی در آن نقش آفرینی کرده است می‌توان به آثار زیر اشاره کرد.
- زندگی سخت (۲۰۱۲ مجموعه تلویزیونی)
- فول هاوس (۲۰۱۵ مجموعه تلویزیونی در نقش تیگران آوتیسیان)
- در مرز (مجموعه تلویزیونی ارمنستانی) (۲۰۱۵ مجموعه تلویزیونی)
- عشق پنهانی (۲۰۱۶ مجموعه تلویزیونی)
- بیگانه (۲۰۱۷ مجموعه تلویزیونی)
- دفتر خاطرات روزانه الن (۲۰۱۸-۲۰۱۷ مجموعه تلویزیونی)